# Luciana Frezza
Luciana Frezza (Roma, 17 aprile 1926 – Roma, 30 giugno 1992) è stata una poetessa e traduttrice italiana.

## Biografia
Luciana Frezza nasce a Roma il 17 aprile 1926. La madre è di origine siciliana, il padre romano.
Si laurea in Lettere con una tesi su Eugenio Montale, discussa con Giuseppe Ungaretti.
Sposa Agostino Lombardo, anglista e americanista, traduttore e critico dell'opera shakesperiana.
Affetta da incombente cecità e depressione, muore tragicamente il 30 giugno 1992, all'età di sessantasei anni.

## Attività letteraria
Nel 1958 esordisce con il libro Cefalù e altre poesie, ripreso poi ne La farfalla e la rosa del 1962.
Parallela alla produzione poetica c'è la collaborazione con le riviste letterarie, da Botteghe oscure a Letteratura, Paragone, Carte segrete, L'immaginazione, l’Almanacco dello Specchio.
Postuma, nel 2013, esce Comunione col fuoco, la raccolta completa delle poesie edite ed inedite della poetessa. Essa comprende le raccolte pubblicate in vita, Agenda, uscita postuma nel 1994,  le prose de Il disegno (1996) -, una scelta di poesie pubblicate su riviste letterarie e un'ampia sezione di inediti.

## Traduzioni
Luciana Frezza traduce per importanti editori quali Rizzoli, Feltrinelli, Einaudi, alcuni dei maggiori poeti francesi della seconda metà dell'Ottocento: Stéphane Mallarmé (Feltrinelli, Milano 1963), Jules Laforgue (Lerici, Milano 1965), Germain Nouveau (Einaudi, Torino 1972), Paul Verlaine (Rizzoli, Milano 1974), Charles Baudelaire (Rizzoli, Milano 1980), Leon Paul Fargue (Einaudi, Torino 1981), Jacques Baron, (Edizioni Carte Segrete, Roma 1982) Guillaume Apollinaire (Arnoldo Mondadori, Milano 1986); nel 1993 è uscita, postuma, la traduzione delle poesie di Marcel Proust (Feltrinelli, Roma).

## Premi Letterari
Luciana Frezza ha ottenuto molti riconoscimenti letterari, tra i quali, nel 1984, il Premio Florida con il libro La tartaruga magica.

## Critica
La sua particolare poesia è definita da molti critici una poesia dal “pop femminile”.
Il critico Vito Amoruso scrive, in occasione dell'uscita della raccolta Un tempo di speranza: "Quello della Frezza è un mondo poetico la cui matrice tenacemente privata è più che un dato e un confine, l'atto di una scelta consapevole, il termine di un confronto e di un giudizio, oltre che un muro solido, svariato d'ombre e di ritornanti presenze, a cui appoggiare la propria inquietudine, un amore vorace, ironico e diviso, per gli oggetti reali e insieme i fantasmi della propria vita".
Il critico Carlo Bordini, in occasione del decennale della scomparsa della poetessa, scrive su L'Unità: "Mi sembrava che nella sua poesia ci fosse un barocco femminile, come una scrittura ovale, non rettilinea né ellittica, un rapporto strano con la realtà, che si trova anche nei lampi rotondi della Tartaruga magica e anche nei versi più piani di Cara Milano, nel suo linguaggio misurato, mai violento, una sentenziosità ironicamente allusiva, e sempre un po' irata, a volte eversiva, trasgressiva."

## Opere
- Cefalù ed altre poesie (Sciascia 1958),
- La farfalla e la rosa (Feltrinelli 1962),
- Cara Milano (Neri Pozza 1967),
- Tempo di speranza (Neri Pozza 1971),
- La tartaruga magica (Florida 1984),
- Ventiquattro pezzi facili (Cominiana 1988),
- Parabola sub (Empiria 1990, ora Graphe.it edizioni 2022 nella collana "Le mancuspie" diretta da Antonio Bux. ISBN 9788893721738).
- Agenda, per All'insegna del pesce d'oro, Scheiwiller 1994 (postuma).ISBN/ISMN:88-444-1259-4
- Comunione col Fuoco. Tutte le poesie, Editori Internazionali Riuniti 2013 (postuma). ISBN 9788835993346